# Costanza (ciruela)
Costanza® es una variedad cultivar de ciruelo (Prunus salicina), de las denominadas ciruelas japonesas.
Una variedad que fue obtenida por José Domingo Godoy Huidobro en 1990 en Chile del cruce de 'Angeleno' x 'Larry Ann' variedad de ciruela de las denominadas ciruelas japonesas (Prunus salicina).
Las frutas tienen un tamaño de grande a muy grande, siendo la piel de color púrpura oscuro casi negro, cubierta casi en su totalidad blanquecino, con numerosos puntos de tamaño medio algunas pequeñas, y tiene una pulpa amarilla verdosa variable, textura crujiente, extremadamente jugosa, con muy buen sabor.

## Historia
'Costanza' variedad de ciruela, se originó de una iniciativa del proyecto  dirigido por Jose Domingo Godoy Huidobro, efectuando polinización de la variedad 'Angeleno' (U.S. Plant Pat. No. 2,747) como "Parental Hembra" x polen de la variedad 'Larry Ann' (sin patente) como "Parental Macho" ambas  de las denominadas ciruelas japonesas (Prunus salicina).
'Costanza' está registrada en EE. UU. (enero 2005) con la patente: USPP17637P3.
Fue introducida en los circuitos comerciales de Europa y Estados Unidos desde 2010.

## Características
'Costanza' árbol medio y vigoroso, siendo su fuerte crecimiento erguido una característica notable de la variedad, extendido, bastante productivo. Flor blanca, que en Chile tiene un tiempo de floración tardía que comienza a partir del 18 de octubre con el 10% de floración, para el 21 de octubre tiene una floración completa (80%), y para el 8 de noviembre tiene un 90% de caída de pétalos. Es auto estéril necesita un polinizador adecuado.
'Costanza' tiene una talla de fruto de grande a muy grande, de forma redondeada ligeramente achatada sobre todo en la zona peduncular, ligeramente asimétrico; epidermis tiene una piel crocante, a menudo con "ruginoso"/"russetting" de anillos concéntricos de color rojizo alrededor de la cavidad del tallo del mismo, siendo la piel de color púrpura oscuro (RHS 187A, se considera una ciruela negra), recubierta de ligera pruina, fina blanquecina, con numerosos puntos de tamaño medio algunas pequeñas, y tiene una pulpa amarilla verdosa variable, textura crujiente, extremadamente jugosa, con buen sabor en la etapa de maduración de la cosecha, que va madurando muy lentamente, cuando está madura para comer tiene un sabor muy dulce y agradable con un buen aroma, excepcionalmente dulce con 16º brix (superando en dulzor a 'Angeleno' que tiene 13° brix).
Hueso semi adherente, pequeño, elíptico, aplanado, surcos poco marcados, superficie rugosa.
Su tiempo de recogida de cosecha se inicia en su maduración del 20 de marzo al 10 de abril en las condiciones del Valle del Maipo de Santiago, en Chile lo que facilita su exportación a los países del hemisferio norte en época fuera de temporada. Se puede almacenar en perfectas condiciones de 75 a 90 días.

## Usos
Una muy buena ciruela de postre fresco en mesa.

## Polinización
Aunque es semi auto polinizable, para una abundante productividad son necesarias variedades polinizadoras tal como 'Angeleno', 'Larry Anne' (sin patente), Wickson (sin patente), y 'Royal Diamond' (U.S. Plant Pat. No. 6,756).